# إسحاق إنجلش
إسحاق إنجلش (بالإنجليزية: Isaac English)‏ (12 نوفمبر 1971 في المملكة المتحدة - ) هو لاعب كرة قدم بريطاني في مركز الهجوم. لعب مع سانت جونستون ونادي بارتيك ثيسل ونادي دمبرتون ونادي سانت ميرين وهاميلتون أكاديميكال ونادي سترنرير ‏ ونادي ستنهاوسموير ونادي آير يونايتد.

## وصلات خارجية
- إسحاق إنجلش على موقع قاعدة بيانات كرة القدم.إي يو (الإنجليزية)
- إسحاق إنجلش على موقع Soccerbase.com (لاعب) (الإنجليزية)